# Frédéric-Séraphin de La Tour du Pin Gouvernet
Ne doit pas être confondu avec Frédéric Sérazin.
Frédéric-Séraphin, marquis de La Tour du Pin, comte de Gouvernet, né le 6 janvier 1759 à Paris et mort à Lausanne le 26 février 1837, est un militaire et diplomate français.

## Biographie
Fils de Jean-Frédéric de La Tour du Pin Gouvernet, lieutenant-général des armées du Roi, député à l'Assemblée Nationale Constituante, ministre de la Guerre du Roi Louis XVI, et de Cécile Charlotte Guinot de Monconseil. 
Il fait partie de l'expédition de La Fayette pour aider les Américains révoltés, avant de rentrer en France poursuivre sa carrière militaire. Il est Ministre plénipotentiaire à La Haye en 1792 avant d'émigrer (son père, son oncle et son beau-père, Arthur Dillon, sont guillotinés).
Il est nommé par Napoléon Ier préfet de la Dyle en 1808, poste qu'il quitte en 1813.
Rallié à la Restauration en 1815, il est fait pair de France et marquis de La Tour du Pin le 10 août. 
Il est l'un des trois ambassadeurs adjoints à Talleyrand au congrès de Vienne. Ce dernier précise : « J’emmène Dalberg pour propager les secrets que je veux que tout le monde sache, Noailles est l’homme du pavillon de Marsan ; mieux vaut être surveillé par un agent que j’ai choisi. La Tour du Pin servira à signer les passeports ».
Il poursuit sa carrière diplomatique comme ambassadeur auprès du royaume des Pays-Bas (de 1815 à 1820), puis du royaume de Sardaigne en 1820.
Refusant de se rallier à la révolution de Juillet, il cesse de siéger à la Chambre des pairs après la Révolution de 1830, puis aide la duchesse de Berry dans ses tentatives de prise de pouvoir. Il est emprisonné trois mois au fort du Hâ entre décembre 1832 et mars 1833 et choisit de s'exiler à Lausanne où il meurt le 26 février 1837. Ayant hérité du château du Bouilh, il le vend en 1835.

### Mariage et descendance
Il épouse à Paris le 21 mai 1787 Henriette Lucy Dillon, fille d'Arthur Richard Dillon, comte Dillon, député, maréchal de camp, et de Marie-Thérèse de Rothe, dame d'honneur de la Reine Marie-Antoinette. Plus tard, elle devint célèbre par ses Mémoires d'une femme de cinquante ans, sur la fin de l'ancien régime, la Révolution et le début du XIXe. De ce mariage, sont issus :
- Humbert de La Tour du Pin, comte de la Tour du Pin Gouvernet (1790-1816), auditeur au Conseil d'État, sous-préfet, rallié à la Restauration en 1814, lieutenant-colonel en 1815, mort dans un duel, sans alliance ;
- Charlotte de La Tour du Pin Gouvernet (1796-1822), mariée en 1813 avec le comte Charles Florent Auguste de Liedekerke Beaufort, chambellan, puis ambassadeur du Roi Guillaume 1er des Pays-Bas (1789-1855). Elle est la mère d'Hadelin de Liedekerke-Beaufort ;
- Cécile de La Tour du Pin Gouvernet (1800-1817), fiancée avec le comte Charles de Mercy-Argenteau. Elle mourut avant son mariage ;
- Aymar de La Tour du Pin, marquis de Gouvernet, comte de Paulin, aide de camp de la duchesse de Berry en 1831-1832, puis exilé (1806-1867), marié en 1854 avec Caroline Louise Claire de La Bourdonnaye-Blossac, dont deux fils.

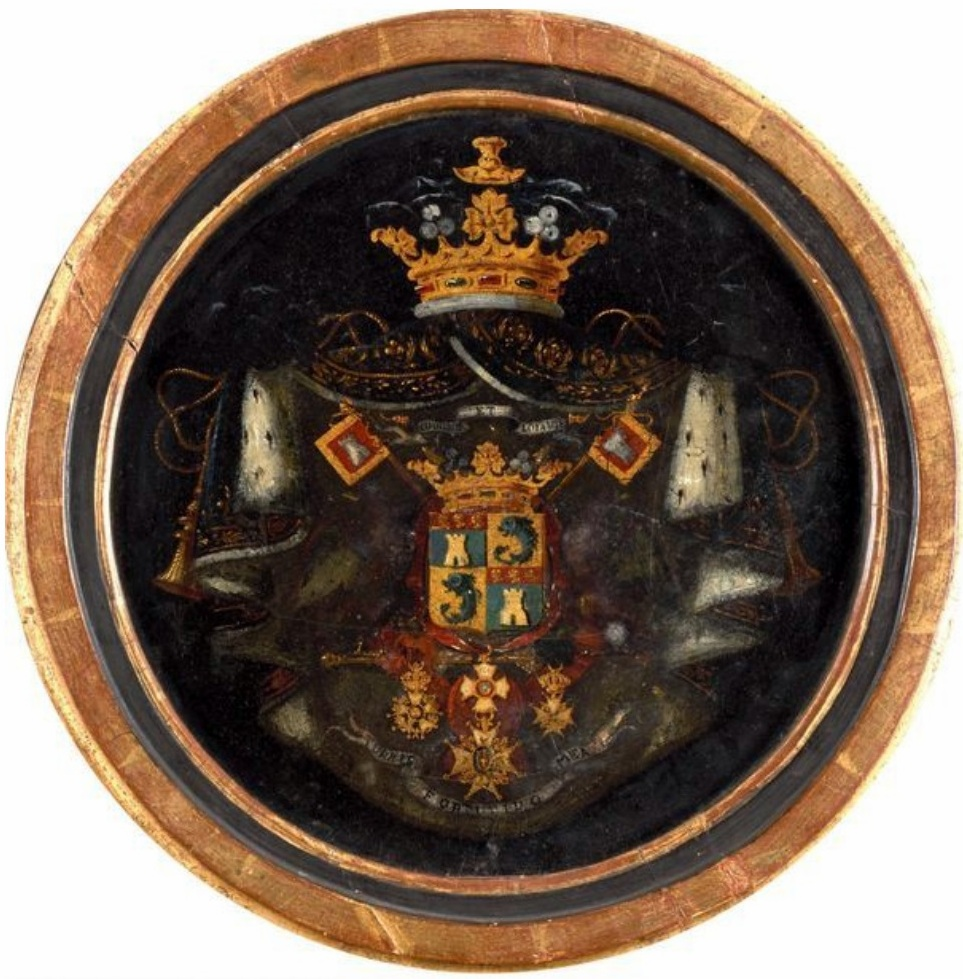
Armoiries la Tour du Pin Gouvernet, par Antoine Margry

## Sources
- « Frédéric-Séraphin de La Tour du Pin Gouvernet », dans Adolphe Robert et Gaston Cougny, Dictionnaire des parlementaires français, Edgar Bourloton, 1889-1891 [détail de l’édition]
- Georges Martin, Histoire et généalogie de la Maison de La Tour du Pin, 2006, Lyon, l'auteur, 263 p., p. 71-80.